# 에듀테크
에듀테크(영어: EduTech 또는 EdTech)는 교육(Education)과 기술(Technology)의 합성어로, 교육에 ICT 기술을 적용함으로써 기존의 교육 서비스를 개선하거나 새로운 서비스를 제공하는 차세대 교육을 의미하는 단어이다. 최근에는 인공지능, 빅데이터, 가상현실 및 증강현실 등의 신기술을 콘텐츠, 솔루션, 하드웨어, 시스템 등으로 접목한 에듀테크 도구를 활용하여 학습 성과를 제고시키는 것에 초점을 두고 있다. 코로나19 여파, 휴대전화 보급으로 인해 비대면 교육 서비스 수요가 증가하면서 ICT 기술의 교육적 적용은 교육 현장에 급격하게 확산되었으나, 에듀테크는 비대면 교육 현장 뿐만 아니라 일반 교육현장에서도 적용될 수 있다.

## 에듀테크 산업 동향 및 전망

### Holon IQ
- Holon IQ에 따르면 에듀테크의 기본 환경인 세계 교육 시장은 2020년 6조 5천억 달러 수준에서 2025년 8조 1천 억 달러, 2030년에는 10조 달러에 달할 것으로 전망되고 있다. 이 중 에듀테크 시장은 2018년 1,530억 달러에서 2025년 3,420억 달러의 시장 규모를 형성할 것으로 예측되고 있다. 특이한 점은 전체 교육시장에서 에듀테크가 차지하는 비중이 낮은 수준이라는 점이다. 2018년 기준으로 에듀테크가 교육시장에서 차지하는 비중은 2.5%에 불과하다. 2025년에도 이 비중은 4.3%에 그칠 것으로 전망된다.[3]
- 교육분야에 적용되는 주요 기술은 AR/VR, AI, 로보틱스, 블록체인 등으로 파악된다. 체험 기반의 실감형 교육을 가능하게 하는 AR/VR 기술의 경우, 2018년 18억 달러에서 2025년 126억 달러로 7배의 높은 성장을 보일 것으로 전망된다. 빅데이터를 통해 학습자 맞춤형 교육, 교수법 및 행정관리 자동화와 지능화를 가능케하는 인공지능도 2018년 8억 달러에서 2025년 61억 달러 규모의 시장을 형성할 것으로 전망되고 있다. 블록체인도 높은 성장을 보일 것으로 전망(6배 성장)되나 다른 기술에 비해 상대적으로 작은 시장규모를 유지할 것으로 전망된다.
- 코로나19 여파, 휴대전화 보급으로 인해 전 세계가 온라인 학습으로 전환되면서 AI 기반 적응형 커리큘럼에 대한 수요가 높아지고 있다.

### EDUCAUSE - Horizon Report: Teaching and Learning Edition
미국의 고등교육 연구소인 EDUCAUSE는 매년 향후 교육 분야에 중대한 영향을 끼칠 기술 트렌드에 대한 연구 자료를 발간하고 있다. 2022년 발간한 연구자료에서는 에듀테크의 핵심 테크놀로지를 다음과 같이 6가지로 제시하고 있다.
- 학습분석을 위한 인공지능 (AI for Learning Analytics)
- 학습 도구로서의 인공지능 (AI for Learning Tools)
- 하이브리드 학습 공간 (Hybrid Learning Spaces)
- 하이브리드 및 비대면 학습 주류화 (Mainstreaming Hybrid/ Remote Learning Modes)
- 마이크로 자격증 (Microcredentials)
- 하이브리드 및 비대면 교수 역량 강화 (Professional Development for Hybrid/Remote Teaching)

### 한국교육학술정보원
한국교육학술정보원은 2018년 6월부터 2019년 7월까지 구글(Google) 검색을 통해 얻어질 수 있는 29개의 에듀테크 관련 기술 중 버즈량을 기준으로 기술 우선순위를 확인 후 10종 핵심 기술을 분류하였다.
- 클라우드(Cloud) (20%)
- 혼합현실(MR) (16%)
- 인공지능(AI) (14%)
- 블록체인(Blockchain) (13%)
- 증강현실(AR) (11%)
- 가상현실(VR) (10%)
- 모바일 학습(Mobile learning) (9%)
- 게임(Game) (4%)
- 사물인터넷(IoT) (2%)
- 드론(Drone) (1%)

## 에듀테크 정책 동향

### 세계 동향
한국교육학술정보원에 따르면 세계 주요 국가는 학교 현장의 디지털 전환을 촉진하기 위해 국가 수준의 에듀테크 정책을 토대로 민관협력을 통한 에듀테크 활성화와 교육 혁신을 추진 중이다.
| 국가명 | 주요 정책                                                 | 주요 내용 |
| ------ | --------------------------------------------------------- | --- |
| 미국   | 국가 에듀테크 계획안 (2017)                               | - 다섯 가지 영역(학습, 교수, 리더십, 평가, 인프라)으로 나누어 국가 에듀테크 정책과 비전 수립 |
| 영국   | 에듀테크 프레임워크 (2019)                                | - 1단계: 에듀테크 사용을 위한 행정, 평가, 수업, 지속적 경력 개발 영역의 비전 수립 - 2단계: 디지털 인프라 구축, 능력/기술 개발 및 효과적 조달, 디지털 보안 촉진 영역 정책 방안의 분야별 기존 문제 상황과 해결 및 정책 추진 동향 설정 - 3단계: 1, 2 단계 기반 실행, 통합, 반복, 혁신 추구 |
| 영국   | Realizing the Potential of Technology in Education (2019) | - 교사 업무 경감 및 교수 효율성과 교육성취도 향상을 목표로 하는 7가지의 에듀테크 실행 전략 발표 - 에듀테크 활용 개선, 민간 에듀테크 기업 지원, 산업육성이 핵심 |
| 남호주 | 디지털 전략 2022~2025                                     | - 남호주 전역의 K-12 학교와 유치원에서 모든 수업 및 모든 어린이의 학습 및 성장을 촉진시키는 다섯 가지 핵심 영역에 중점 - 핵심 영역: 디지털 기반 강화, 역량개발, 교수학습을 위한 에듀테크 장점 극대화, 운영 간소화 및 현대화, ICT 지원                                                   |
| EU     | 디지털교육 행동 계획 (2017)                               | - 모든 교육기관의 디지털 역량과 혁신 향상 및 교육 체제 개방 - 교수학습, 디지털 역량 및 기술 개발, 데이터 분석 영역의 정책 방안 모색 |
| 중국   | 교육정보화 2.0 행동 계획 (2018)                           | - ICT 기술과 교육의 결합을 위한 적극 노력 - 모든 고등교육과정에 블록체인, 빅데이터 등을 활용한 학습방식 적용 모색 |
| 일본   | 제3기 교육진흥기본계획 (2018)                             | - ICT 활용을 위한 기반 정비의 네 가지 세부 목표로 정보활용능력, 교과지도에서의 ICT 활용, 교무 ICT화, ICT 환경 정비 촉진 설정 |
| 일본   | 학교 첨단기술 활용 실증사업 로드맵 (2020)                 | - 2019년 기획구상 및 도입 단계, 2020년 도입 및 실증 단계, 2021년 충실 및 보급 단계로 3년차 로드맵 구상 |

### 한국 동향
교육부에서 발표한 에듀테크 관련 주요 정책 문서는 다음과 같다.
| 정책 문서                                                     | 발표일            | 주요 내용 |
| ------------------------------------------------------------- | ----------------- | --- |
| 2022년도 교육정보화 시행계획                                  | 2022. 2. 8.(화)   | - 미래형 ICT 기반 교육 및 연구 환경 조성 - 교육정보화 혁신 - ICT를 통한 맞춤형 교육 서비스 - 공유형 교육정보화 자원 확대 |
| 2022 개정 교육과정 총촌 주요사항(시안)                        | 2021. 11. 24.(수) | Ⅲ. 개정 방향 - 2. 개정 중점 - 디지털·AI 교육환경에 맞는 교수·학습 및 평가체제 구축 • 비대면 원격교육의 확대와 디지털 시대의 교육환경 변화에 부합하는 미래형 교수·학습 방법과 평가체제 구축 - 온·오프라인 학습, 에듀테크 활용 역량 함양을 위한 기반 조성 • 교사의 디지털 에듀테크 활용 역량 함양을 위한 기반 조성 - 수업 설계·운영과 평가에서 다양한 디지털 플랫폼과 기술 및 도구를 효율적으로 활용할 수 있도록 시설·설비와 기자재 확충 - 디지털 교육환경 변화에 대응하면서 학습자의 교육적 성장을 효율적으로 지원할 수 있도록 교원의 교수·학습 및 평가 연수 지원 |
| 초·중등학교 교육과정 총론 행정예고본(교육부 고시 제2022-00호) | -                 | Ⅳ. 학교 교육과정 지원 - 3. 학교의 교육 환경 조성 - 가. 국가 수준의 지원 "디지털 교육 환경 변화에 부합하는 미래형 교수·학습 방법과 평가체제 구축을 위해 교원의 에듀테크 활용 역량 함양을 지원한다." |

## 같이 보기
- 에듀테인먼트
- 2022 개정 교육과정

## 참고 문헌
1. 이광세. (2021). 국내 이러닝/에듀테크 산업 생태계 현황과 정책방향. 이러닝학회 2021년 제22회 춘계 학술발표대회 논문집, 73-93.
2. 계보경, 백송이, 고은현, 허두영, & 윤재희. (2022). 에듀테크 활용에 대한 학교와 기업의 인식차이 분석. Journal of Digital Convergence, 20(5), 1–10. https://doi-org-ssl.oca.korea.ac.kr/10.14400/JDC.2022.20.5.001
3. 곽덕훈. (2021). COVID -19 과 에듀테크 재발견. 이러닝학회 2021년 제22회 춘계 학술발표대회 논문집, 6-22.
4. 박류민. (2019). 에듀테크 기술 트렌드 분석: 버즈량과 연관어 분석을 중심으로. 한국교육학술정보원 에듀테크 트렌드, 2019-24.